# Nekrolog 1877
Nekrolog
◄◄
| ◄
| 1873
| 1874
| 1875
| 1876
| 1877 | 1878 | 1879 | 1880 | 1881 | ► | ►►
Weitere Ereignisse | Allgemeiner Nekrolog 1877
Die Beschreibung der verstorbenen Person sollte so kurz wie möglich gehalten sein und nur deren signifikante Tätigkeit(en) enthalten.
Neue Namen ggf. auch unter dem Geburts- und Sterbedatum, also etwa unter 1. Januar und im Geburts- und Sterbejahr (2024) eintragen (nur bei entsprechender großer Wichtigkeit). Für Beispiele siehe die schon vorhandenen Artikel.
Außerdem über die fünf zuletzt Verstorbenen, zu denen es einen ausreichend guten Artikel für eine Präsentation auf der Hauptseite gibt, nach der todesbedingten Überarbeitung der Artikel ggf. auch unter Wikipedia Diskussion:Hauptseite informieren und sie am besten auch in den anderen Wikipedia-Sprachversionen eintragen. Tipp: Regelmäßig bei news.google.de nach „ist tot“, „gestorben“ oder „verstorben“ suchen.
Wenn eine Person gestorben ist, gibt es viele Seiten zu dieser Person in der Wikipedia, die davon auch betroffen sind und entsprechend aktualisiert werden müssen. Beispiele: Namenübersichtsseite, Geburtsjahr, Geburtsort-Seiten und viele mehr.
Wie finde ich die betroffenen Seiten?
Im Suchfeld auf der linken Seite gibt man den Suchbegriff so ein: „Vorname Nachname“. Dann klickt man auf Volltext und alle Seiten mit entsprechendem Suchtext werden aufgerufen. Hier sieht man dann schnell, wo auch das Todesjahr Sinn macht oder sogar ein Teil des Artikels angepasst werden muss. Auch hilft das „Werkzeug“ auf der linken Seite sehr gut, um solche Seiten aufzufinden: „Links auf diese Seite“. Somit ist die Wikipedia wieder aktuell in allen Bereichen! Hinweis: bei Eintragung der Kategorie „Gestorben JAHR“ wird der Missbrauchsfilter 49 ausgelöst, was jedoch nicht schlimm ist. Siehe: Spezial:Missbrauchsfilter/49
Dies ist eine Liste von im Jahr 1877 verstorbenen bekannten Persönlichkeiten. Die Einträge erfolgen innerhalb der einzelnen Daten alphabetisch sortiert. Tiere sind im Nekrolog für Tiere zu finden.

## Januar
| Tag        | Name                               | Beruf, bekannt als                                                                                 | Alter | Beleg |
| ---------- | ---------------------------------- | -------------------------------------------------------------------------------------------------- | ----- | ----- |
| 1. Januar  | Julie Berwald                      | schwedische Opernsängerin                                                                          | 54    |       |
| 1. Januar  | Alfred Bruyas                      | französischer Kunstsammler und Mäzen                                                               | 55    |       |
| 1. Januar  | Adolf Dillens                      | belgischer Maler                                                                                   | 55    |       |
| 1. Januar  | John Jay Jackson senior            | US-amerikanischer Offizier in der United States Army, Jurist und Politiker                         | 76    |       |
| 1. Januar  | Franz Heinrich Erich II. von Lepel | preußischer Offizier und Gutsherr                                                                  | 73    |       |
| 1. Januar  | Karl von Urban                     | österreichischer Feldmarschallleutnant                                                             | 74    |       |
| 2. Januar  | Alexander Bain                     | schottischer Uhrmacher und Erfinder                                                                | 65    |       |
| 2. Januar  | Moritz von Gagern                  | Landtagsabgeordneter Herzogtum Nassau                                                              | 68    |       |
| 2. Januar  | Jonathan McCully                   | kanadischer Rechtsanwalt, Verleger und Politiker                                                   | 67    |       |
| 3. Januar  | John Joseph Abercrombie            | US-amerikanischer Brigadegeneral der Nordstaaten im Amerikanischen Bürgerkrieg                     |       |       |
| 3. Januar  | Henry Monnier                      | französischer Autor, Theaterschriftsteller, Schauspieler, Zeichner, Illustrator und Karikaturist   | 77    |       |
| 4. Januar  | Cornelius Vanderbilt               | US-amerikanischer Unternehmer                                                                      | 82    |       |
| 5. Januar  | Hermann Brockhaus                  | deutscher Orientalist                                                                              | 70    |       |
| 5. Januar  | Giuseppe Fanelli                   | Anarchist und Revolutionär                                                                         | 49    |       |
| 5. Januar  | Donald McLean                      | neuseeländischer Politiker, Administrator, Minister für Māori-Angelegenheiten und für Verteidigung | 56    |       |
| 5. Januar  | Carl Timoleon von Neff             | deutsch-baltischer Maler                                                                           | 72    |       |
| 5. Januar  | Georg Alexander von Rieben         | mecklenburgischer Gutsbesitzer, Landrat und Politiker                                              | 77    |       |
| 6. Januar  | Ludwig Hördt                       | deutscher Verwaltungsbeamter                                                                       |       |       |
| 7. Januar  | Léon Dumont                        | französischer Psychologe und Philosoph                                                             | 39    |       |
| 7. Januar  | Josef Starzengruber                | österreichischer Mediziner                                                                         | 70    |       |
| 7. Januar  | Wilhelm Trautschold                | deutscher Porträtmaler                                                                             | 61    |       |
| 7. Januar  | Wilhelm Vayhinger                  | württembergischer Beamter und Politiker                                                            | 71    |       |
| 8. Januar  | Karl Boost                         | deutscher Mediziner und Mitglied des Preußischen Abgeordnetenhauses                                | 74    |       |
| 10. Januar | Édouard Cibot                      | französischer Maler                                                                                | 77    |       |
| 10. Januar | Pietro Magni                       | italienischer Bildhauer                                                                            | 60    |       |
| 10. Januar | Friedrich Pohl                     | deutscher Tänzer                                                                                   |       |       |
| 11. Januar | Janko Matúška                      | slowakischer Dichter, Schriftsteller und Urkundsbeamter                                            | 56    |       |
| 11. Januar | Pietro Romani                      | italienischer Dirigent, Komponist und Musikpädagoge                                                | 85    |       |
| 12. Januar | Georg Christoph Binding            | deutscher Jurist und Politiker der Freien Stadt Frankfurt                                          | 69    |       |
| 12. Januar | Rudolf Ludwig Decker               | Buchdrucker und Verleger in Preußen                                                                | 73    |       |
| 12. Januar | Wilhelm Hofmeister                 | deutscher Musikalienhändler, Botaniker und Universitätsprofessor                                   | 52    |       |
| 13. Januar | Gustav Hempel                      | deutscher Verleger                                                                                 | 58    |       |
| 13. Januar | Karl Hoeck                         | deutscher Althistoriker, klassischer Philologe und Bibliothekar                                    | 82    |       |
| 13. Januar | Luigi Passerini                    | italienischer Historiker, Genealoge und Politiker                                                  | 60    |       |
| 13. Januar | Wilhelm Fridolin Volkmann          | österreichischer Philosoph und Psychologe                                                          | 55    |       |
| 14. Januar | Theodor Dorl                       | deutscher Jurist und Politiker                                                                     | 66    |       |
| 15. Januar | Rudolf von Schlegel                | preußischer Generalleutnant                                                                        | 72    |       |
| 15. Januar | Ether Shepley                      | US-amerikanischer Politiker                                                                        | 87    |       |
| 16. Januar | Ignaz Killiches                    | böhmischer Arzt                                                                                    | 83    |       |
| 16. Januar | Theodor Schmid                     | deutscher Philologe                                                                                | 78    |       |
| 17. Januar | Karl Groddeck                      | deutscher Jurist und Politiker sowie Oberbürgermeister von Danzig (1851–1862)                      | 82    |       |
| 17. Januar | Joseph J. McDowell                 | US-amerikanischer Politiker                                                                        | 76    |       |
| 17. Januar | John Pettit                        | US-amerikanischer Politiker                                                                        | 69    |       |
| 17. Januar | Carl Wentzing                      | deutscher Kaufmann und Landschaftsmaler                                                            | 92    |       |
| 18. Januar | Marie von Sachsen-Weimar-Eisenach  | Frau von Carl von Preußen                                                                          | 68    |       |
| 18. Januar | Franz Peitler                      | österreichischer Jurist und Salzburger Politiker                                                   | 68    |       |
| 19. Januar | Carl Christoph Merkel              | deutscher Verwaltungsjurist und Politiker                                                          | 77    |       |
| 19. Januar | Georg Victor Schmid                | deutscher Jurist                                                                                   | 65    |       |
| 19. Januar | Alfred von Zoltowski               | polnischer Rittergutsbesitzer und Politiker, MdR                                                   | 35    |       |
| 21. Januar | Wilhelm Heinrich Posselt           | deutscher Mediziner                                                                                | 70    |       |
| 21. Januar | Titus Tobler                       | Schweizer Arzt und Palästinaforscher                                                               | 70    |       |
| 24. Januar | Johann Christian Poggendorff       | deutscher Physiker                                                                                 | 80    |       |
| 25. Januar | Francis Dutton                     | australischer Unternehmer und Politiker, zweimaliger Premierminister von South Australia           |       |       |
| 25. Januar | Vilhelm Oskar Engström             | schwedischer Genre- und Tiermaler                                                                  | 46    |       |
| 26. Januar | Friedrich Bielitz                  | deutscher Verwaltungsjurist, Landrat in Ostpreußen                                                 | 63    |       |
| 26. Januar | Daniel Haines                      | US-amerikanischer Politiker                                                                        | 76    |       |
| 27. Januar | Franz Anton Kreuter                | Kölner Antiquar, Buchhändler und Verleger                                                          | 66    |       |
| 27. Januar | Caroline Massin                    | französische Schneiderin, Besitzerin eines Lesesaals, Gouvernante und Ehefrau von Auguste Comte    | 74    |       |
| 27. Januar | Hermann von Plessen                | preußischer Generalleutnant                                                                        | 73    |       |
| 27. Januar | Wilhelm Eugen von Württemberg      | württembergischer Offizier                                                                         | 30    |       |
| 28. Januar | Kārlis Hūns                        | baltisch-deutscher Maler                                                                           | 45    |       |
| 28. Januar | Johann Rudolf Kölner               | Schweizer Publizist                                                                                | 76    |       |
| 29. Januar | Alexander Holladay                 | US-amerikanischer Politiker                                                                        | 65    |       |
| 29. Januar | Johann Jakob Röttinger             | deutsch-schweizerischer Glasmaler                                                                  | 59    |       |
| 30. Januar | Carl Gottlob Boden                 | sächsischer Bandfabrikant in Großröhrsdorf                                                         | 79    |       |
| 30. Januar | François Briatte                   | Schweizer Politiker                                                                                | 71    |       |
| 30. Januar | Isaac Löw Königswarter             | Mäzen                                                                                              | 58    |       |
| 30. Januar | Theodor Pressel                    | deutscher Geistlicher und Kirchenhistoriker                                                        | 57    |       |
| 31. Januar | J. Wiley Edmands                   | US-amerikanischer Politiker                                                                        | 67    |       |

## Februar
| Tag         | Name                                   | Beruf, bekannt als                                                               | Alter | Beleg |
| ----------- | -------------------------------------- | -------------------------------------------------------------------------------- | ----- | ----- |
| 2. Februar  | Claus Hinrich Witten                   | deutscher Landwirt und Vogt                                                      | 65    |       |
| 3. Februar  | Ignazio Auconi                         | italienischer Priester und Generalrektor der Pallottiner                         | 60    |       |
| 3. Februar  | Otto Hübner                            | deutscher Statistiker und Volkswirt                                              | 58    |       |
| 3. Februar  | Carl Künzel                            | deutscher Autographensammler                                                     | 68    |       |
| 4. Februar  | Friedrich Dams                         | deutsche Theaterschauspieler und Sänger (Tenor)                                  | 78    |       |
| 5. Februar  | August Becker                          | deutscher Theaterschauspieler, -regisseur, Dramaturg und Intendant               | 42    |       |
| 5. Februar  | Carl Wilhelm August Strandberg         | schwedischer Autor und Journalist                                                | 59    |       |
| 6. Februar  | Franz Egger                            | österreichischer Politiker und Jurist                                            | 66    |       |
| 6. Februar  | Alexander Schröder                     | Bremer Architekt                                                                 |       |       |
| 8. Februar  | Salomon Hirzel                         | Schweizer Verleger                                                               | 72    |       |
| 8. Februar  | Heinrich Landerer                      | deutscher Arzt für Psychiatrie                                                   | 62    |       |
| 8. Februar  | Charles Wilkes                         | US-amerikanischer Marineoffizier und Polarforscher                               | 78    |       |
| 9. Februar  | Heinrich Häffely                       | Fabrikbesitzer und Politiker, MdR                                                | 60    |       |
| 9. Februar  | Jakob von Hilgers                      | Landrat, Reichstagsabgeordneter                                                  | 67    |       |
| 11. Februar | Charles Derriey                        | französischer Stempelschneider, Typograf, Buchdrucker und Schriftgießer          | 68    |       |
| 11. Februar | Ferdinand Kaselowsky                   | deutscher Techniker und Textilindustrieller                                      | 60    |       |
| 11. Februar | Joachim Friedrich Martens              | Hamburger Arbeiterführer und Abgeordneter                                        | 70    |       |
| 12. Februar | James Leeper Johnson                   | US-amerikanischer Politiker                                                      | 58    |       |
| 12. Februar | Friedrich Joseph Porcher               | deutscher Bildhauer, Maler und Lithograf                                         |       |       |
| 13. Februar | Joseph-Jean De Smet                    | belgischer Geistlicher und Historiker                                            | 82    |       |
| 13. Februar | Vinzenz Fink                           | österreichischer Politiker und Verlagsbuchhändler                                | 70    |       |
| 13. Februar | Auguste Hüssener                       | deutsche Kupferstecherin und Miniaturmalerin                                     |       |       |
| 14. Februar | Nicolas Changarnier                    | französischer General                                                            | 83    |       |
| 15. Februar | Antonín Marek                          | tschechischer Schriftsteller und Übersetzer                                      | 91    |       |
| 16. Februar | Luitpold Baumblatt                     | jüdisch-katholischer Konvertit, Pädagoge, Fachbuchautor und Heimatschriftsteller |       |       |
| 16. Februar | Everhardus Wijnandus Adrianus Lüdeking | niederländischer Sanitätsoffizier und Naturforscher                              | 46    |       |
| 16. Februar | Karl Alexander von Reichlin-Meldegg    | deutscher Philosoph, Theologe und Hochschullehrer                                | 75    |       |
| 17. Februar | Joseph Johnson                         | US-amerikanischer Politiker                                                      | 91    |       |
| 17. Februar | Salomon Hermann Mosenthal              | deutscher Dramatiker und Librettist                                              | 56    |       |
| 17. Februar | Franz Rausch                           | österreichischer Klavierbauer                                                    | ≈85   |       |
| 18. Februar | Ernst Ludwig von Gerlach               | deutscher Publizist und Politiker (Zentrum), MdR                                 | 81    |       |
| 20. Februar | John White Brockenbrough               | US-amerikanischer Jurist und Politiker                                           | 70    |       |
| 20. Februar | Carl Otto Deuster                      | deutscher Gutsbesitzer und Politiker                                             | 76    |       |
| 20. Februar | Louis M. Goldsborough                  | US-amerikanischer Offizier, Flotillenadmiral der US-Navy                         | 72    |       |
| 21. Februar | Amos Beebe Eaton                       | US-amerikanischer Brigadegeneral der Nordstaaten im Amerikanischen Bürgerkrieg   | 70    |       |
| 21. Februar | Karoline von Berlepsch                 | dritte Frau des Kurfürsten Wilhelm II.                                           | 57    |       |
| 21. Februar | Albrecht von Maltzahn                  | deutscher Rittergutsbesitzer                                                     | 55    |       |
| 21. Februar | John Oxenford                          | britischer Bühnenschriftsteller, Librettist, Kritiker und Übersetzer             | 64    |       |
| 21. Februar | Karl Schönbrunner                      | österreichischer Maler                                                           | 44    |       |
| 21. Februar | Marie Simon                            | Krankenpflegerin                                                                 | 52    |       |
| 22. Februar | Eduard Gaertner                        | deutscher Maler und Lithograph                                                   | 75    |       |
| 22. Februar | Constantin Sorger                      | deutscher Kommunalpolitiker; Oberbürgermeister von Gera                          | 47    |       |
| 23. Februar | Carl Billich                           | württembergischer Oberamtmann                                                    | 60    |       |
| 23. Februar | Woldemar von Brackel                   | kaiserlich russischer Generalmajor                                               | 69    |       |
| 23. Februar | Gaudenz Gadmer                         | Schweizer Politiker (FDP-Liberale) und Anwalt                                    | 57    |       |
| 23. Februar | Karl Julius Holtzmann                  | evangelischer Theologe                                                           | 72    |       |
| 23. Februar | Heinrich Ludwig von Kommerstädt        | deutscher Politiker, MdR                                                         | 52    |       |
| 24. Februar | Eduard Wiegand                         | liberaler Abgeordneter                                                           | 61    |       |
| 25. Februar | Auguste Agassiz                        | Uhrmacher und Politiker                                                          | 67    |       |
| 25. Februar | Adolph von Steinwehr                   | deutsch-amerikanischer Offizier, Geograph und Kartograph                         | 54    |       |
| 27. Februar | James Anderson                         | britisch-italienischer Fotograf                                                  | 63    |       |
| 28. Februar | Napoleon Nolsøe                        | färöischer Arzt                                                                  | 67    |       |
| Februar     | Colin John McRae                       | amerikanischer Politiker                                                         |       |       |

## März
| Tag       | Name                            | Beruf, bekannt als | Alter | Beleg |
| --------- | ------------------------------- | --- | ----- | ----- |
| 1. März   | Jack McCall                     | US-amerikanischer Mörder |       |       |
| 3. März   | Mohammad Ali Ghutschani         | iranischer Kalligraf |       |       |
| 4. März   | Peter Joseph Neunzig            | deutscher Arzt und Revolutionär | 79    |       |
| 4. März   | Friedrich Jacob Schütz          | deutscher Politiker und Revolutionär | 63    |       |
| 4. März   | Franz Varrentrapp               | deutscher Chemiker | 61    |       |
| 5. März   | Ernst Julius Otto               | deutscher Komponist, Chorleiter und Kreuzkantor                                                                                             | 72    |       |
| 5. März   | Adolf Schliz                    | deutscher Stadtarzt | 63    |       |
| 6. März   | Joseph Autran                   | französischer Romanschriftsteller | 63    |       |
| 6. März   | Johann Jacoby                   | preußischer Politiker und deutscher Radikaldemokrat                                                                                         | 71    |       |
| 7. März   | Rafael Ildefonso Arté           | spanischer Musikpädagoge | 33    |       |
| 7. März   | Victor Scheppers                | belgischer Priester und Gründer der Ordensgemeinschaft Barmherzige Brüder von Mecheln                                                       | 74    |       |
| 8. März   | John F. Benjamin                | US-amerikanischer Politiker | 60    |       |
| 8. März   | James Scott Bowerbank           | britischer Naturforscher und Paläontologe                                                                                                   | 79    |       |
| 8. Januar | Alexis Caswell                  | US-amerikanischer Geistlicher und Universitätspräsident der Brown University                                                                | 77    |       |
| 8. März   | Kathinka Zitz-Halein            | deutsche Schriftstellerin und Frauenrechtlerin                                                                                              | 75    |       |
| 9. März   | André Friedrich                 | Bildhauer | 79    |       |
| 10. März  | David Allen Smalley             | US-amerikanischer Politiker | 67    |       |
| 10. März  | Julius Weiske                   | deutscher Rechtswissenschaftler | 75    |       |
| 11. März  | Ferdinand von Quast             | deutscher Architekt, Kunsthistoriker | 69    |       |
| 13. März  | Peter von Medem                 | kurländischer Kreismarschall und Landesbevollmächtigter                                                                                     | 76    |       |
| 14. März  | Wilhelm von Bismarck-Briest     | deutscher Politiker, MdR | 73    |       |
| 14. März  | Wilhelm von Heyden-Linden       | Landesdirektor des Provinzialverbandes Pommern                                                                                              | 34    |       |
| 14. März  | Juan Manuel de Rosas            | argentinischer Diktator | 83    |       |
| 14. März  | Robert L. Rose                  | US-amerikanischer Politiker | 72    |       |
| 15. März  | Johann Ludwig Ruyter            | Bremer Kaufmann sowie Senator und Präses der Bremer Handelskammer                                                                           | 70    |       |
| 15. März  | Ferdinand Conrad Seiffart       | preußischer Generalkonsul in Mexiko, Geheimer Regierungsrat, Vizepräsident der Preußischen Oberrechnungskammer und Freimaurer in Nordhausen | 74    |       |
| 15. März  | Samuel Sugenheim                | deutscher Historiker | 65    |       |
| 16. März  | Johan Fjeldsted Dahl            | norwegischer Buchhändler und Verleger | 70    |       |
| 17. März  | Eduard Klischnigg               | englisch-österreichischer Artist | 63    |       |
| 17. März  | Innocenzo Manzetti              | italienischer Wissenschaftler | 51    |       |
| 17. März  | Johann Jakob Ulrich             | Schweizer Kunstmaler und Zeichner | 79    |       |
| 18. März  | Edward Belcher                  | britischer Marineoffizier und Polarforscher                                                                                                 | 78    |       |
| 18. März  | Ernst Gustav Doerell            | böhmischer Maler der Romantik | 44    |       |
| 18. März  | Gustav Stever                   | deutscher Maler | 53    |       |
| 18. März  | Emory Washburn                  | US-amerikanischer Politiker | 77    |       |
| 19. März  | Georg Martin Hildebrandt        | badischer Jurist und Politiker | 66    |       |
| 19. März  | Friedrich Oesterlen             | deutscher Arzt | 64    |       |
| 20. März  | Karl von Hessen-Darmstadt       | Prinz von Hessen-Darmstadt | 67    |       |
| 21. März  | Johann Wilhelm David Bantelmann | deutscher Landschafts- und Porträtmaler | 71    |       |
| 21. März  | Theodor Merzdorf                | deutscher Freimaurer und Bibliothekar | 64    |       |
| 23. März  | Paul-Henri Besson               | Schweizer evangelischer Geistlicher und Dichter                                                                                             | 48    |       |
| 23. März  | Caroline Unger                  | österreichische Sängerin | 73    |       |
| 24. März  | Walter Bagehot                  | britischer Ökonom, Journalist und Verfassungstheoretiker                                                                                    | 51    |       |
| 24. März  | Léon Belly                      | französischer Maler | 49    |       |
| 24. März  | Simon Deutsch                   | österreichischer Revolutionär |       |       |
| 24. März  | Jane Senior                     | englisch-britische Philanthropin und die erste weibliche Beamtin im Civil Service Großbritanniens                                           | 48    |       |
| 25. März  | Caroline Chisholm               | britische Philanthropin und Sozialreformerin                                                                                                | 68    |       |
| 25. März  | Paul Hartung                    | deutscher Landwirt und Mitglied der kurhessischen Ständeversammlung                                                                         | 65    |       |
| 26. März  | Carl Bremiker                   | deutscher Astronom | 73    |       |
| 28. März  | Henrik Nicolai Clausen          | dänischer Theologe und Politiker | 83    |       |
| 28. März  | Vincenzo Fioravanti             | italienischer Komponist | 77    |       |
| 28. März  | Louis Vincent                   | Wiesenbaumeister und Kulturingenieur | 68    |       |
| 29. März  | Alexander Braun                 | deutscher Botaniker | 71    |       |
| 29. März  | Rowland Hussey Macy             | US-amerikanischer Unternehmer | 54    |       |
| 29. März  | Adolph Phillips der Ältere      | preußischer Politiker | 64    |       |
| 30. März  | Gottfried Mayerhofer            | Neuoffenbarer der Lorberbewegung | 69    |       |
| 30. März  | Henry Wase Whitfield            | britischer General und Kommandeur der Streitkräfte des Vereinigten Königreichs in China, Hong Kong und den Straits Settlements              |       |       |
| 31. März  | Antoine-Augustin Cournot        | französischer Mathematiker und Wirtschaftstheoretiker                                                                                       | 75    |       |
| 31. März  | Johann Friedrich Ludwig Wöhlert | deutscher Unternehmer | 79    |       |
| März      | Benjamin B. Hinkson             | US-amerikanischer Jurist und Politiker |       |       |

## April
| Tag       | Name                                        | Beruf, bekannt als | Alter | Beleg |
| --------- | ------------------------------------------- | --- | ----- | ----- |
| 2. April  | Jakob Guido Theodor Gülich                  | deutsch-dänischer Politiker und Jurist                                                                                     | 75    |       |
| 2. April  | Franz Knebel                                | Schweizer Genre-, Veduten- und Landschaftsmaler                                                                            | 66    |       |
| 2. April  | Wilhelm Pfotenhauer                         | Oberbürgermeister von Dresden und Mitglied des Sächsischen Landtags                                                        | 64    |       |
| 2. April  | Delfina Potocka                             | polnische Adlige und enge Freundin des Komponisten Frédéric Chopin sowie des Dichters Zygmunt Krasiński                    | 70    |       |
| 3. April  | Thomas Peter Akers                          | US-amerikanischer Politiker                                                                                                | 48    |       |
| 3. April  | Heinrich Bosshard                           | Schweizer Lehrer, Musiker, Dichter, Naturforscher und Landwirt                                                             | 65    |       |
| 3. April  | Charles Henry Spencer-Churchill             | britischer Offizier | 48    |       |
| 3. April  | Jean-Baptiste Madou                         | belgischer Maler | 81    |       |
| 3. April  | Christopher Morgan                          | US-amerikanischer Jurist und Politiker                                                                                     | 68    |       |
| 6. April  | Michael Grimm                               | deutscher Lehrer und Lokalhistoriker                                                                                       | 55    |       |
| 6. April  | Franz Horsky                                | böhmischer Agronom | 75    |       |
| 6. April  | Hermann Koch                                | deutscher Geheimer Bergrat beim Oberbergamt Clausthal und Vater des Mediziners und Nobelpreisträgers Robert Koch           | 63    |       |
| 6. April  | Alexander Robert Reinagle                   | englischer Organist und Komponist                                                                                          | 77    |       |
| 7. April  | Fernán Caballero                            | spanische Schriftstellerin schweizerischer Herkunft                                                                        | 80    |       |
| 7. April  | Amos Nourse                                 | US-amerikanischer Politiker                                                                                                | 82    |       |
| 7. April  | Errico Petrella                             | italienischer Opernkomponist                                                                                               | 63    |       |
| 10. April | Edmund Komáromy                             | Bürgermeister, Abt des Stiftes Heiligenkreuz                                                                               | 71    |       |
| 10. April | Werner Friedrich Julius Stephan von Spiegel | Rittergutsbesitzer und Domherr zu Halberstadt                                                                              | 75    |       |
| 11. April | Sebastian Ruf                               | Tiroler Priester, Psychologe und Lokalhistoriker                                                                           | 75    |       |
| 12. April | Pere Abella i Freixes                       | katalanischer Gesangslehrer, Komponist, Pianist und Dirigent                                                               | 52    |       |
| 13. April | Johann Adam Heckel                          | deutscher Instrumentenbauer                                                                                                | 64    |       |
| 13. April | Alois August von Schilcher                  | bayerischer Verwaltungsbeamter                                                                                             |       |       |
| 13. April | Carl Wirth                                  | Landtagsabgeordneter Großherzogtum Hessen                                                                                  | 64    |       |
| 14. April | Lorenzo Sabine                              | US-amerikanischer Politiker                                                                                                | 74    |       |
| 14. April | Konstantin Bernhard von Voigts-Rhetz        | preußischer Offizier, zuletzt General der Infanterie                                                                       | 67    |       |
| 16. April | Nikolai Barbot de Marny                     | russischer Bergbauingenieur, Geologe und Hochschullehrer                                                                   |       |       |
| 16. April | Hermann Baumeister                          | deutscher Politiker, MdHB und Jurist                                                                                       | 71    |       |
| 16. April | Friedrich von Bothmer                       | Landrat, Reichstagsabgeordneter                                                                                            | 69    |       |
| 16. April | Rudolf Nonnenkamp                           | deutscher Historien- und Genremaler                                                                                        | 50    |       |
| 17. April | Samuel Schnelle                             | deutscher Jurist, Gutsbesitzer und Politiker                                                                               | 73    |       |
| 17. April | Julius Springer                             | deutscher Verleger | 59    |       |
| 18. April | Franz Hanfstaengl                           | deutscher Maler, Lithograph und Fotograf                                                                                   | 73    |       |
| 18. April | Karl Treumann                               | österreichischer Schauspieler, Theaterleiter und Schriftsteller                                                            | 53    |       |
| 18. April | Petronella Voûte                            | niederländische Sozialreformerin                                                                                           | 72    |       |
| 21. April | Luigi Vannicelli Casoni                     | italienischer Kardinal und Erzbischof von Ferrara                                                                          | 76    |       |
| 21. April | Alfred Wilhelm Volkmann                     | deutscher Physiologe | 75    |       |
| 22. April | August Wilhelm Zumpt                        | deutscher Epigraphiker und Altphilologe                                                                                    | 61    |       |
| 23. April | August Breuner-Enckevoirt                   | österreichischer Adliger, Gutsbesitzer, Beamter und Abgeordneter                                                           | 80    |       |
| 23. April | Adolphe van Soust de Borckenfeldt           | belgischer Dichter und Kunsthistoriker                                                                                     | 52    |       |
| 23. April | Hugh Sleight Walsh                          | US-amerikanischer Politiker                                                                                                | 66    |       |
| 26. April | Louise Bertin                               | französische Komponistin und Dichterin                                                                                     | 72    |       |
| 26. April | Antonio Corazzi                             | italienisch-polnischer Architekt des Klassizismus                                                                          | 84    |       |
| 28. April | William Gannaway Brownlow                   | US-amerikanischer Politiker                                                                                                | 71    |       |
| 28. April | Friedrich Kritzler                          | deutscher Beamter und Politiker                                                                                            | 75    |       |
| 28. April | Giuseppe Luigi Trevisanato                  | italienischer Kardinal | 76    |       |
| 29. April | Wilhelm Eichhorn                            | deutscher Kaufmann und Kaffeeröster, gilt mit seinem Eichhorn-Kaffee als einer der Wegbereiter der Idee des Markenartikels | 72    |       |
| 29. April | Wilhelm Reuling                             | deutscher Komponist und Dirigent                                                                                           | 74    |       |
| 29. April | Hermann Siebeck                             | deutscher Buchhändler und Verleger                                                                                         | 61    |       |
| 30. April | Franz Zitz                                  | deutscher Politiker | 73    |       |

## Mai
| Tag     | Name                             | Beruf, bekannt als                                                                               | Alter | Beleg |
| ------- | -------------------------------- | ------------------------------------------------------------------------------------------------ | ----- | ----- |
| 3. Mai  | François-Xavier Robadey          | Schweizer Politiker und Staatsrat des Kantons Freiburg                                           | 72    |       |
| 4. Mai  | Charles Wilson                   | kanadischer Politiker und Unternehmer                                                            | 69    |       |
| 5. Mai  | Joseph Bienaimé Caventou         | französischer Chemiker und Pharmazeut                                                            | 81    |       |
| 5. Mai  | Eduard Eichens                   | deutscher Kupferstecher                                                                          | 72    |       |
| 6. Mai  | Johan Ludvig Runeberg            | finnischer Schriftsteller, der auf Schwedisch schrieb                                            | 73    |       |
| 7. Mai  | Ernst Zimmermann                 | deutscher Rechtslehrer und Instanzrichter                                                        | 65    |       |
| 8. Mai  | Jean-Pierre Mabile               | französischer Bischof                                                                            | 76    |       |
| 8. Mai  | Agnes Taubert                    | deutsche Autorin                                                                                 | 33    |       |
| 9. Mai  | Eduard Bonnell                   | Pädagoge und Direktor des Friedrich-Wilhelm-Gymnasiums in Berlin                                 | 75    |       |
| 9. Mai  | Ludwig von Bredow                | Landrat, Reichstagsabgeordneter                                                                  | 52    |       |
| 9. Mai  | Wilhelm Kralik von Meyrswalden   | deutsch-böhmischer Glasfabrikant                                                                 | 70    |       |
| 10. Mai | Ernst Carl von Ahlefeldt         | Gutsherr der Adligen Güter Oehe und Rögen, Landrat und Mitglied des schleswigschen Landgerichts. | 92    |       |
| 10. Mai | Thomas Erskine, 3. Baron Erskine | britischer Adeliger                                                                              | 75    |       |
| 10. Mai | Hermann Goßler                   | Hamburger Senator und Bürgermeister                                                              | 74    |       |
| 10. Mai | Moritz Meurer                    | deutscher lutherischer Theologe und Kirchenhistoriker                                            | 70    |       |
| 11. Mai | Johann Heinrich Achterfeld       | katholischer Theologe, Professor und Herausgeber                                                 | 88    |       |
| 11. Mai | Gustav von Manstein              | preußischer General der Infanterie                                                               | 71    |       |
| 12. Mai | Wilhelm Plath                    | deutscher Mediziner und Schriftsteller                                                           | 81    |       |
| 13. Mai | Joseph Höger                     | österreichischer Maler und Grafiker                                                              | 75    |       |
| 13. Mai | Wilhelm Wiest                    | deutscher Jurist und Politiker                                                                   | 73    |       |
| 14. Mai | Jean-Louis Victor Grisart        | französischer Architekt                                                                          | 79    |       |
| 14. Mai | Ieuan Gwyllt                     | Musiker, Pastor                                                                                  | 54    |       |
| 14. Mai | Carl August Koehlmann            | deutscher Unternehmer                                                                            | 55    |       |
| 14. Mai | Salvatore Pes di Villamarina     | piemontesischer Offizier, Botschafter, Präfekt und Senator                                       | 68    |       |
| 14. Mai | Philipp Wilhelm von Schoeller    | österreichisch-ungarischer Textilunternehmer                                                     | 80    |       |
| 14. Mai | Jakob Stutz                      | Schweizer Schriftsteller                                                                         | 75    |       |
| 16. Mai | Taxile Delord                    | französischer Schriftsteller                                                                     | 61    |       |
| 16. Mai | Ludwig Thürmayer                 | bayerischer Jurist und Abgeordneter                                                              |       |       |
| 16. Mai | David Urquhart                   | schottischer Politiker und Publizist                                                             |       |       |
| 19. Mai | Edward Kent                      | Gouverneur von Maine                                                                             | 75    |       |
| 20. Mai | Markus G. Dreyfus                | schweizerischer Lehrer und Publizist für die Gleichstellung der Juden                            | 64    |       |
| 20. Mai | Karl Ziegler                     | österreichischer Dichter                                                                         | 65    |       |
| 21. Mai | A. Lawrence Foster               | US-amerikanischer Jurist und Politiker                                                           | 74    |       |
| 21. Mai | Matthew Digby Wyatt              | britischer Architekt                                                                             | 56    |       |
| 22. Mai | Theodor Lachner                  | deutscher Organist                                                                               | 81    |       |
| 23. Mai | Jonas Breitenstein               | Schweizer Schriftsteller und Pfarrer                                                             | 48    |       |
| 24. Mai | Ramón Cabrera y Griño            | Heerführer der spanischen Karlisten                                                              | 70    |       |
| 24. Mai | Philip Pearsall Carpenter        | britischer Presbyterianer, Sozialreformer und Konchologe                                         | 57    |       |
| 24. Mai | Michel Domingue                  | Präsident von Haiti                                                                              |       |       |
| 24. Mai | Antonio Smith                    | chilenischer Landschaftsmaler                                                                    | 44    |       |
| 25. Mai | Richard Hawes                    | US-amerikanischer Politiker                                                                      | 80    |       |
| 25. Mai | Carl Wilhelm Adolph Richter      | deutscher Arzt und 1848/50 Mitglied der Mecklenburgischen Abgeordnetenversammlung                | 68    |       |
| 25. Mai | Friedrich Thyssen                | deutscher Unternehmer und Vater von August Thyssen                                               | 72    |       |
| 26. Mai | Kido Takayoshi                   | japanischer Politiker und Staatsmann von Japan                                                   | 43    |       |
| 27. Mai | Franz Hopf                       | deutscher Politiker, evangelischer Pfarrer und Landtagsabgeordneter in Württemberg               | 69    |       |
| 27. Mai | Hiacynt von Jackowski            | westpreußischer Rittergutsbesitzer und Politiker                                                 | 71    |       |
| 27. Mai | Gustav Meyer                     | deutscher Landschaftsgestalter und Städtischer Gartendirektor in Berlin                          | 61    |       |
| 28. Mai | Adolf Bonz                       | deutscher Verleger                                                                               | 53    |       |
| 28. Mai | Carl Mez                         | deutscher Industrieller, evangelischer Sozialtheologe und Politiker                              | 69    |       |
| 28. Mai | Karl August Sigismund Schultze   | deutscher Anatom                                                                                 | 81    |       |
| 29. Mai | John Lothrop Motley              | amerikanischer Diplomat und Historiker                                                           | 63    |       |
| 29. Mai | Josef Seiler                     | deutscher Dichter, Komponist und Organist                                                        | 54    |       |
| 30. Mai | John Wells                       | US-amerikanischer Jurist und Politiker                                                           | 59    |       |
| 31. Mai | Jakub Bek                        | zentralasiatischer Kriegsherr und Herrscher                                                      |       |       |
| Mai     | Elena Asachi                     | moldauisch-rumänische Pianistin, Sängerin und Komponistin österreichischer Herkunft              | 87    |       |

## Juni
| Tag      | Name                                        | Beruf, bekannt als | Alter | Beleg |
| -------- | ------------------------------------------- | --- | ----- | ----- |
| 1. Juni  | Franz Joseph Aufschläger                    | deutscher katholischer Geistlicher                                                                                       | 65    |       |
| 1. Juni  | Gustav Woldemar Focke                       | deutscher Arzt und Naturforscher                                                                                         | 67    |       |
| 1. Juni  | Jens Andersen Hansen                        | dänischer Demokrat | 71    |       |
| 3. Juni  | Ludwig von Köchel                           | österreichischer Musikwissenschaftler, Botaniker, Mineraloge                                                             | 77    |       |
| 3. Juni  | Francisco Lameyer                           | spanischer Grafiker, Maler, Radierer, Zeichner, Soldat und Reisender                                                     | 51    |       |
| 3. Juni  | Sophie von Württemberg                      | Königin der Niederlande (1849–1877)                                                                                      | 58    |       |
| 4. Juni  | William Edward Frost                        | englischer Maler | 66    |       |
| 4. Juni  | Wilhelm Pütz                                | deutscher Pädagoge und Autor                                                                                             | 70    |       |
| 7. Juni  | Henri Cordier                               | französischer Bergsteiger                                                                                                |       |       |
| 7. Juni  | Franz Anton Christoph van der Linden        | deutscher Kaufmann und Fabrikant                                                                                         | 73    |       |
| 7. Juni  | Gustav Steinacker                           | deutschsprachiger Lehrer, Theologe, Pfarrer, Schriftsteller und Übersetzer aus dem Ungarischen                           | 68    |       |
| 8. Juni  | Georg Friedrich Franz Gerhard von Pape      | deutscher Jurist und Richter am obersten Gericht des Königreichs Hannover                                                | 80    |       |
| 9. Juni  | John Joseph Griffin                         | Chemiker und Mineraloge in London                                                                                        | 75    |       |
| 9. Juni  | Hermann Kämper                              | deutscher Ingenieur und Eisenwaren-Fabrikant                                                                             |       |       |
| 10. Juni | Julius Möller                               | deutscher Unternehmer, Stadtverordneter und Handelskammerpräsident                                                       | 84    |       |
| 10. Juni | August Tholuck                              | deutscher protestantischer Theologe                                                                                      | 78    |       |
| 11. Juni | Karl Deffner                                | württembergischer Unternehmer und Politiker                                                                              | 60    |       |
| 11. Juni | Johann Heinrich Fierz                       | Schweizer Unternehmer und Politiker                                                                                      | 63    |       |
| 11. Juni | Ludwig Lehmann                              | deutscher Unternehmer und Bankier                                                                                        | 75    |       |
| 11. Juni | Ignaz Pallme                                | österreichischer Handlungsreisender und Afrikaforscher                                                                   | 71    |       |
| 12. Juni | Ludvig Kristensen Daa                       | norwegischer Historiker und Politiker                                                                                    | 67    |       |
| 12. Juni | Nikolai Platonowitsch Ogarjow               | russischer Revolutionär und Publizist                                                                                    | 63    |       |
| 12. Juni | Karl Zimmermann                             | deutscher evangelischer Theologe                                                                                         | 73    |       |
| 13. Juni | Cesare Ciardi                               | italienischer Flötist und Komponist                                                                                      | 58    |       |
| 13. Juni | Carl August Lebschée                        | deutscher Maler und Zeichner                                                                                             | 76    |       |
| 13. Juni | Ludwig III.                                 | Großherzog von Hessen-Darmstadt                                                                                          | 71    |       |
| 13. Juni | Georg Joseph Malkmus                        | deutscher katholischer Theologe und Mitglied der kurhessischen Ständeversammlung                                         | 66    |       |
| 14. Juni | Mary Carpenter                              | britische Pädagogin und Sozialreformerin                                                                                 | 70    |       |
| 14. Juni | Erich Correns                               | deutscher Genre- und Porträtmaler                                                                                        | 56    |       |
| 14. Juni | Henry James                                 | englischer Geodät und Autor                                                                                              | 74    |       |
| 16. Juni | Karl von Portatius                          | preußischer Verwaltungsjurist und Landrat                                                                                | 43    |       |
| 16. Juni | Franz Utsch von Gillenbach                  | österreichischer Politiker, Bürgermeister von St. Pölten                                                                 |       |       |
| 17. Juni | John Stevens Cabot Abbott                   | US-amerikanischer Theologe und Schriftsteller                                                                            | 71    |       |
| 17. Juni | Hermann Conrad Baasch                       | deutscher Kaufmann und Abgeordneter                                                                                      | 62    |       |
| 17. Juni | George T. Davis                             | US-amerikanischer Politiker                                                                                              | 67    |       |
| 17. Juni | Daniel D. Pratt                             | US-amerikanischer Politiker                                                                                              | 63    |       |
| 17. Juni | Franz von Rosthorn                          | österreichischer Industrieller                                                                                           | 81    |       |
| 17. Juni | Charles H. Upton                            | US-amerikanischer Politiker                                                                                              | 64    |       |
| 18. Juni | Leon Kossak                                 | polnischer Offizier und Maler                                                                                            | 62    |       |
| 19. Juni | Henry John Rous                             | britischer Admiral und Pferdesport-Funktionär                                                                            | 82    |       |
| 19. Juni | Daniel Friedrich Wanzlick                   | Schulze, Kommunalpolitiker                                                                                               | 58    |       |
| 20. Juni | Philipp Wackernagel                         | deutscher Kirchenliedforscher, lutherischer Lehrer und Mitbegründer des Deutschen Evangelischen Kirchentags              | 76    |       |
| 21. Juni | Nathaniel Palmer                            | amerikanischer Seemann, der im Auftrag der United States Navy reiste                                                     | 77    |       |
| 22. Juni | Philipp Bode                                | badischer Beamter | 70    |       |
| 23. Juni | Emil von Dönhoff                            | preußischer Geheimer Regierungs- und Landrat                                                                             | 77    |       |
| 24. Juni | Heinrich Wilhelm von Holtzbrinck            | preußischer Beamter und Politiker (kons.)                                                                                | 68    |       |
| 24. Juni | Emilie von Kalchberg                        | österreichische Schriftstellerin                                                                                         | 80    |       |
| 24. Juni | John Manners-Sutton, 3. Viscount Canterbury | britischer Adliger, Politiker und Kolonialadministrator                                                                  | 63    |       |
| 24. Juni | Robert Dale Owen                            | US-amerikanischer Politiker, Diplomat und Sozialreformer                                                                 | 75    |       |
| 26. Juni | Giovanni Santini                            | italienischer Astronom                                                                                                   | 90    |       |
| 26. Juni | August Trostbach                            | deutscher, Politiker, Pfarrer und Schriftsteller                                                                         | 65    |       |
| 29. Juni | Clorinda Corradi                            | italienische Sängerin (Alt)                                                                                              | 72    |       |
| 29. Juni | William H. H. Ross                          | US-amerikanischer Politiker                                                                                              | 63    |       |
| 30. Juni | Werner VIII. von Alvensleben                | preußischer Generalleutnant                                                                                              | 75    |       |
| 30. Juni | Eduard Heis                                 | deutscher Mathematiker und Astronom                                                                                      | 71    |       |
| 30. Juni | Anton Santner                               | österreichischer Geistlicher, Dekan, Stadtpfarrer, Ehrendomherr und Träger des Ritter & Comthur des Franz Joseph-Ordens. | 88    |       |
| 30. Juni | Heinrich Schneider                          | deutscher Bürgermeister und Mitglied der kurhessischen Ständeversammlung                                                 | 76    |       |
| 30. Juni | Walenty Stefański                           | polnischer Publizist und Revolutionär                                                                                    | 64    |       |

## Juli
| Tag      | Name                                 | Beruf, bekannt als                                                                | Alter | Beleg |
| -------- | ------------------------------------ | --------------------------------------------------------------------------------- | ----- | ----- |
| 1. Juli  | Carl Friedrich Deneke                | Geheimer Kommerzienrat, Politiker und Industrieller                               | 74    |       |
| 1. Juli  | James Enslie                         | niederländischer Seeoffizier und Politiker                                        | 81    |       |
| 3. Juli  | Gaspard Marchinville                 | Schweizer Unternehmer und Politiker                                               | 61    |       |
| 4. Juli  | Heinrich Zöpfl                       | deutscher Jurist                                                                  | 70    |       |
| 6. Juli  | Filippo de Angelis                   | italienischer Kardinal und Bischof                                                | 85    |       |
| 6. Juli  | Friedrich Wilhelm Hackländer         | deutscher Schriftsteller                                                          | 60    |       |
| 6. Juli  | Friedrich Knolle                     | deutscher Kupferstecher                                                           | 70    |       |
| 7. Juli  | Jacob Aicher von Aichenegg           | österreichischer Jurist und Politiker                                             | 67    |       |
| 7. Juli  | Carl Wallau                          | Oberbürgermeister von Mainz                                                       | 53    |       |
| 8. Juli  | Conrad Hengst                        | deutscher Architekt des Klassizismus in Anhalt-Köthen                             | 80    |       |
| 10. Juli | Joseph Villiet                       | französischer Maler und Glasmaler                                                 | 53    |       |
| 11. Juli | Alden Jackson                        | US-amerikanischer Politiker                                                       | 66    |       |
| 11. Juli | Ulrich Zehnder                       | Schweizer Mediziner und Politiker                                                 | 79    |       |
| 12. Juli | Georg Adolf Erman                    | deutscher Physiker                                                                | 71    |       |
| 12. Juli | Ottilie Wildermuth                   | deutsche Schriftstellerin                                                         | 60    |       |
| 13. Juli | Henry T. Backus                      | US-amerikanischer Politiker                                                       | 68    |       |
| 13. Juli | Georg Friedrich Bolte                | deutscher Maler                                                                   |       |       |
| 13. Juli | Wilhelm Emmanuel von Ketteler        | deutscher Geistlicher, Bischof von Mainz und Politiker (Zentrum), MdR             | 65    |       |
| 13. Juli | Johannes Meyer                       | Schweizer Politiker                                                               | 75    |       |
| 14. Juli | August von Bethmann-Hollweg          | deutscher Jurist und Politiker                                                    | 82    |       |
| 15. Juli | John Brander                         | schottischer Kaufmann und Reeder                                                  | 60    |       |
| 15. Juli | Leopold Bucher                       | österreichischer Porträt- und Historienmaler                                      | 79    |       |
| 15. Juli | Georg Heinrich Adolf Buchholz        | deutscher Wasserbauingenieur, Baurat und Admiralitätsrat                          | 73    |       |
| 16. Juli | Carl Böninger                        | deutscher Unternehmer in der Tabakindustrie                                       | 82    |       |
| 16. Juli | Samuel McLean                        | US-amerikanischer Politiker                                                       | 50    |       |
| 17. Juli | August Husemann                      | deutscher Apotheker und Chemiker                                                  | 43    |       |
| 18. Juli | John Bate Cardale                    | erste Apostel der katholisch-apostolischen Gemeinden                              | 74    |       |
| 18. Juli | Alexander von Frantzius              | deutscher Forschungsreisender und Arzt                                            | 56    |       |
| 19. Juli | Ludwig Reinhard                      | deutscher Lehrer, Mitglied der Nationalversammlung in der Frankfurter Paulskirche | 72    |       |
| 20. Juli | Alvan Cullom                         | US-amerikanischer Politiker                                                       | 79    |       |
| 20. Juli | Thomas Marshall Howe                 | US-amerikanischer Politiker                                                       | 69    |       |
| 20. Juli | Friedrich David Theodor Müller       | deutscher Historiker                                                              | 48    |       |
| 20. Juli | Federico Errázuriz Zañartu           | chilenischer Politiker                                                            | 52    |       |
| 22. Juli | Ulysses Dirckinck-Holmfeld           | dänischer Militär und Diplomat                                                    | 76    |       |
| 22. Juli | Hermann Hans von Vaerst              | Offizier, Reichstagsabgeordneter                                                  | 78    |       |
| 22. Juli | Hugh Algernon Weddell                | britischer Arzt und Botaniker                                                     | 58    |       |
| 23. Juli | Florus Auffarth                      | preußischer Verwaltungsbeamter                                                    | 62    |       |
| 24. Juli | Veit Ettlinger                       | deutscher Jurist und Kommunalpolitiker                                            |       |       |
| 25. Juli | Johann Heinrich Volkening            | deutscher Theologe                                                                | 81    |       |
| 26. Juli | Nehemiah Abbott                      | US-amerikanischer Politiker                                                       | 73    |       |
| 26. Juli | Johann Ludwig Bramsch                | deutscher Unternehmer und Fabrikbesitzer in Dresden                               | 66    |       |
| 26. Juli | Johann Höpken                        | deutscher Politiker, MdBB und Kaufmann                                            | 75    |       |
| 26. Juli | Giovanni Jauch                       | Schweizer Politiker                                                               | 71    |       |
| 26. Juli | Léon Saunier                         | deutscher Buchhändler                                                             | 63    |       |
| 27. Juli | François Blanc                       | französischer Mathematiker und Finanzier                                          | 70    |       |
| 27. Juli | Daniël Théodore Gevers van Endegeest | niederländischer Rechtsanwalt und Politiker                                       | 83    |       |
| 27. Juli | Joseph H. Tuthill                    | US-amerikanischer Politiker                                                       | 66    |       |
| 28. Juli | Richard Dybeck                       | schwedischer Altertumsforscher und Dichter der schwedischen Nationalhymne         | 65    |       |
| 29. Juli | Jan Daniel Beynon                    | niederländischer Porträt- und Landschaftsmaler                                    |       |       |
| 29. Juli | George Ward Hunt                     | britischer Politiker                                                              | 51    |       |
| 29. Juli | Laurent-Jan                          | französischer Maler, Autor und Mitarbeiter Honoré de Balzacs                      | 69    |       |
| 30. Juli | Katharina Vespermann                 | deutsche Sopranistin                                                              |       |       |
| 31. Juli | Pauline Raupach                      | deutsche Schauspielerin und Schriftstellerin                                      | 66    |       |
| Juli     | Carl Seibels                         | deutscher Maler des Biedermeier                                                   |       |       |

## August
| Tag        | Name                                     | Beruf, bekannt als                                                                    | Alter | Beleg |
| ---------- | ---------------------------------------- | ------------------------------------------------------------------------------------- | ----- | ----- |
| 1. August  | Wilhelm Schulz                           | deutsch-spanischer Geologe und Bergbauingenieur                                       | 72    |       |
| 2. August  | James Douglas                            | Gouverneur von Vancouver Island und British Columbia                                  | 73    |       |
| 3. August  | Otto Karl Claudius                       | deutscher Kantor, Chorleiter und Komponist                                            | 82    |       |
| 3. August  | Ludwig Otto Ehlers                       | evangelischer Pastor in Liegnitz                                                      | 71    |       |
| 3. August  | Carl Georg Lickl                         | österreichischer Komponist, Pianist                                                   | 75    |       |
| 3. August  | William Butler Ogden                     | US-amerikanischer Politiker                                                           | 72    |       |
| 4. August  | Johan van Rotterdam                      | belgischer Schriftsteller                                                             | 52    |       |
| 4. August  | Gustav von Schweden                      | Prinz von Schweden, Prinz von Wasa und österreichischer Feldmarschallleutnant         | 77    |       |
| 4. August  | Carl Sellmer                             | deutscher Jurist und Politiker                                                        | 64    |       |
| 4. August  | Karl Friedrich von Steinmetz             | preußischer Generalfeldmarschall                                                      | 80    |       |
| 5. August  | Philipp von Foltz                        | deutscher Maler                                                                       | 72    |       |
| 5. August  | Luigi Legnani                            | italienischer Sänger, Gitarrist, Komponist und Instrumentenbauer                      | 86    |       |
| 5. August  | Otto von Wiedenfeld                      | österreichischer Beamter und Politiker                                                | 60    |       |
| 6. August  | Franz Engel                              | deutscher Politiker (Liberale Reichspartei), MdR                                      | 77    |       |
| 6. August  | Ewald von Kleist                         | deutscher Gutsbesitzer, Landrat und Politiker, MdR                                    | 52    |       |
| 6. August  | Edward Russell, 23. Baron de Clifford    | britischer Adliger und Politiker                                                      | 53    |       |
| 7. August  | Aleksander Kotsis                        | polnischer Maler                                                                      | 41    |       |
| 8. August  | Placide Cappeau                          | französischer Lyriker                                                                 | 68    |       |
| 8. August  | William Lovett                           | britischer Anführer des Chartismus                                                    | 77    |       |
| 8. August  | Gustav Wilhelm Schubert                  | sächsischer Kommissionsrat, Jurist und Historiker                                     | 76    |       |
| 9. August  | Constantin von Briesen                   | preußischer Landrat                                                                   | 56    |       |
| 9. August  | Timothy Abbott Conrad                    | US-amerikanischer Geologe, Paläontologe und Malakologe                                | 74    |       |
| 9. August  | Adolph Erlenmeyer                        | deutscher Psychiater                                                                  | 55    |       |
| 10. August | Franz Wilhelm Oligschläger               | deutscher Geschichtsschreiber, Botaniker und Apotheker                                | 68    |       |
| 11. August | Carl Reinhardt                           | deutscher Schriftsteller, Maler, Zeichner und Karikaturist                            | 59    |       |
| 15. August | Carl Ludwig Fischer                      | deutscher Komponist                                                                   | 61    |       |
| 15. August | John Peter Gassiot                       | britischer Kaufmann und Amateur-Wissenschaftler                                       | 80    |       |
| 16. August | Johann Caspar Harkort V.                 | deutscher Unternehmer                                                                 | 92    |       |
| 17. August | Friedrich Busch                          | deutscher Theologe und Hochschullehrer pietistischer Ausrichtung                      | 79    |       |
| 17. August | Eduard von Keller                        | deutscher Verwaltungsbeamter                                                          | 81    |       |
| 18. August | Giuseppe Bruni                           | italienischer Ingenieur und Architekt                                                 |       |       |
| 18. August | Christian Friedrich Lechler              | deutscher Apotheker und Unternehmer                                                   | 57    |       |
| 19. August | Jules Denefve                            | belgischer Cellist und Komponist                                                      |       |       |
| 21. August | Ferdinand Becker                         | deutscher Maler von Heiligenbildnissen und Märchenszenen                              | 31    |       |
| 21. August | Engelbert Kolp                           | österreichischer Bildhauer                                                            | 36    |       |
| 24. August | Seth M. Gates                            | US-amerikanischer Politiker                                                           | 76    |       |
| 24. August | Clemens August von Schönborn-Wiesentheid | deutscher Politiker, Reichsrat und Politiker (Zentrum), MdR                           | 66    |       |
| 25. August | Oskar von Hardegg                        | württembergischer Generalleutnant und Kriegsminister                                  | 61    |       |
| 26. August | Giuseppe Andrea Bizzarri                 | italienischer Kurienkardinal                                                          | 75    |       |
| 26. August | Hermann Karsten                          | deutscher Mathematiker, Mineraloge und Hochschullehrer                                | 67    |       |
| 27. August | Martin Cash                              | australischer Sträfling und Buschräuber                                               | 68    |       |
| 27. August | Samuel H. Walley                         | US-amerikanischer Politiker                                                           | 71    |       |
| 28. August | Zélie Martin                             | französische Selige der katholischen Kirche                                           | 45    |       |
| 29. August | Andreas Christian Gerlach                | deutscher Veterinärmediziner                                                          | 66    |       |
| 29. August | Friedrich Wilhelm Grunow                 | deutscher Verleger                                                                    | 61    |       |
| 29. August | William Lucas                            | US-amerikanischer Politiker                                                           | 76    |       |
| 29. August | Heinrich Wilhelm Martens                 | Jurist, Reichstagsabgeordneter                                                        | 82    |       |
| 29. August | Carl Wilhelm Bernhard Morhagen           | deutscher Bildnis-, Genre- und Landschaftsmaler                                       | 63    |       |
| 29. August | Brigham Young                            | zweiter Präsident und Prophet der Kirche Jesu Christi der Heiligen der Letzten Tage   | 76    |       |
| 29. August | Allen Wardner                            | US-amerikanischer Politiker, Bankier und Treasurer von Vermont                        | 90    |       |
| 30. August | Vinzenz Huber                            | Schweizer Politiker                                                                   | 56    |       |
| 30. August | Raphael Semmes                           | Seemann, Jurist; Kapitän, Admiral und General der Konföderierten im Sezessionskrieg   | 67    |       |
| 30. August | Wilson Shannon                           | US-amerikanischer Politiker                                                           | 74    |       |
| 31. August | Julius Ostendorf                         | deutscher Politiker und Pädagoge; Abgeordneter in der Frankfurter Nationalversammlung | 54    |       |
| 31. August | Franz Albert Stock                       | deutscher Architekt                                                                   |       |       |
| 31. August | Karl Friedrich Werner                    | Reichsoberhandelsgerichtsrat                                                          | 57    |       |

## September
| Tag           | Name                            | Beruf, bekannt als                                                       | Alter | Beleg |
| ------------- | ------------------------------- | ------------------------------------------------------------------------ | ----- | ----- |
| 1. September  | Edward Loomis Davenport         | US-amerikanischer Bühnenschauspieler                                     | 60    |       |
| 2. September  | Jesse Lazear                    | US-amerikanischer Politiker                                              | 72    |       |
| 3. September  | Adolphe Thiers                  | französischer Staatsmann und Historiker                                  | 80    |       |
| 3. September  | Gotthard von Tyszka             | preußischer Jurist, Rittergutsbesitzer und Reichstagsabgeordneter        | 75    |       |
| 4. September  | Leander Harvey McNelly          | amerikanischer Polizist                                                  | 33    |       |
| 5. September  | Crazy Horse                     | Anführer der Oglala                                                      |       |       |
| 6. September  | Louis von Dönhoff               | preußischer Generalleutnant                                              | 78    |       |
| 6. September  | Friedrich Albert Fallou         | deutscher Rechtsanwalt und Bodenkundler                                  | 82    |       |
| 6. September  | Johann Georg Freihofer          | württembergischer evangelischer Pfarrer und Pädagoge                     | 71    |       |
| 6. September  | Niklaus Knubel                  | Schweizer Bergsteiger und Bergführer                                     | 35    |       |
| 6. September  | Carl Johan Tornberg             | schwedischer Orientalist                                                 | 69    |       |
| 7. September  | Johann Christoph Dubbers        | deutscher Kaufmann, Unternehmer und Lokalpolitiker, MdBB                 | 72    |       |
| 8. September  | Julius von Hennig               | deutscher Jurist und Rittergutsbesitzer, MdR (NLP)                       | 55    |       |
| 8. September  | Dominique Peyramale             | römisch-katholischer Priesert                                            | 66    |       |
| 9. September  | Carl Wilhelm von Heine          | Chirurg und Präsident der deutschen Ärzteschaft in Prag                  | 39    |       |
| 9. September  | Filippo Parlatore               | italienischer Botaniker                                                  | 61    |       |
| 10. September | John W. Dawson                  | US-amerikanischer Rechtsanwalt, Farmer, Zeitungsredakteur und Politiker  | 56    |       |
| 10. September | Augustin II. Pavel Vahala       | Bischof von Leitmeritz                                                   | 75    |       |
| 11. September | Paul Leidy                      | US-amerikanischer Politiker                                              | 63    |       |
| 11. September | Charles Lewis Meryon            | britischer Arzt und Schriftsteller                                       | 94    |       |
| 12. September | Heinrich Theodor Hudemann       | deutscher Fotograf                                                       | 60    |       |
| 12. September | Julius Rietz                    | deutscher Dirigent, Kompositionslehrer und Komponist                     | 64    |       |
| 13. September | Maria Anna von Bayern           | Königin von Sachsen                                                      | 72    |       |
| 13. September | Johann Jacob Nöggerath          | deutscher Mineraloge und Geologe                                         | 88    |       |
| 14. September | Konstantinos Kanaris            | griechischer Seeheld und Staatsmann                                      |       |       |
| 16. September | Levi Coffin                     | US-amerikanischer Quäker, Abolitionist und Geschäftsmann                 | 78    |       |
| 16. September | Alphons Oppenheim               | deutscher Chemiker und Hochschullehrer                                   | 44    |       |
| 16. September | Marcin Zaleski                  | polnischer Maler                                                         |       |       |
| 17. September | August von Berlepsch            | deutscher Imker, Bienenforscher, Erfinder und Autor                      | 62    |       |
| 17. September | Otto Ernst Hartmann             | deutscher Rechtswissenschaftler und Hochschullehrer                      | 54    |       |
| 17. September | James William Moore             | US-amerikanischer Jurist und konföderierter Politiker                    | 59    |       |
| 17. September | Pomaré IV.                      | Königin von Tahiti                                                       | 64    |       |
| 17. September | William Henry Fox Talbot        | englischer Orientalist und Fotopionier                                   | 77    |       |
| 18. September | Ossip Maximowitsch Bodjanski    | russisch-ukrainischer Slawist, Schriftsteller und Historiker             | 68    |       |
| 18. September | Antoine Bovy                    | Genfer Medailleur                                                        |       |       |
| 18. September | Alexandre Herculano             | portugiesischer Historiker und Schriftsteller                            | 67    |       |
| 18. September | William Sawyer                  | US-amerikanischer Politiker                                              | 74    |       |
| 20. September | Lewis V. Bogy                   | US-amerikanischer Politiker                                              | 64    |       |
| 20. September | Johann Luzius Isler             | Bündner Konditor                                                         | 67    |       |
| 21. September | Jacob Schüttinger               | deutscher Jurist und Politiker (Zentrum), MdR                            | 61    |       |
| 23. September | Urbain Le Verrier               | französischer Mathematiker und Astronom                                  | 66    |       |
| 24. September | Saigō Takamori                  | japanischer Samurai                                                      | 49    |       |
| 25. September | Julius Bercht                   | deutscher Theaterschauspieler, Opernsänger (Bariton) und Lyriker         | 66    |       |
| 25. September | Adolf Ernst Theodor Müller      | deutscher Jurist und Reichstagsabgeordneter                              | 64    |       |
| 25. September | Carl Reinhold August Wunderlich | deutscher Internist                                                      | 62    |       |
| 26. September | Hermann Graßmann                | deutscher Mathematiker                                                   | 68    |       |
| 26. September | Friedrich Adolf Heinichen       | deutscher Klassischer Philologe und Gymnasiallehrer                      | 72    |       |
| 27. September | Bernhard von Arnswald           | Kammerherr, Schlosshauptmann, Oberstleutnant und Kommandant der Wartburg | 70    |       |
| 27. September | Oscar Gelbfuhs                  | österreich-ungarischer Schachmeister                                     | 24    |       |
| 27. September | Eugen Theodor Thissen           | deutscher katholischer Geistlicher und Reichstagsabgeordneter            | 63    |       |
| 27. September | David Yuengling                 | deutsch-amerikanischer Bierbrauer und Geschäftsmann                      | 69    |       |
| 29. September | Thomas Arbousset                | französischer Missionar                                                  | 67    |       |
| 29. September | Sisto Riario Sforza             | italienischer Geistlicher, Bischof und Kardinal                          | 66    |       |
| 29. September | Friedrich Karl von Specht       | deutscher Offizier                                                       | 84    |       |
| 30. September | Henry Meiggs                    | US-amerikanischer Unternehmer und Betrüger                               | 66    |       |

## Oktober
| Tag         | Name                                | Beruf, bekannt als                                                              | Alter | Beleg |
| ----------- | ----------------------------------- | ------------------------------------------------------------------------------- | ----- | ----- |
| 1. Oktober  | Alois Gironcoli                     | österreichischer Politiker                                                      | 43    |       |
| 1. Oktober  | Otto Heinrich Kröschell             | Bürgermeister und Abgeordneter                                                  | 77    |       |
| 2. Oktober  | Erwin von Bary                      | deutscher Arzt und Afrikareisender                                              | 31    |       |
| 2. Oktober  | Karl Friedrich Heinrich Marx        | deutscher Mediziner                                                             | 81    |       |
| 2. Oktober  | Thaddäus Peithner von Lichtenfels   | österreichischer Jurist und Politiker                                           | 79    |       |
| 2. Oktober  | Ludwig Georg Karl Pfeiffer          | deutscher Arzt, Botaniker und Malakologe                                        | 72    |       |
| 3. Oktober  | James Roosevelt Bayley              | US-amerikanischer Geistlicher, Erzbischof von Baltimore                         | 63    |       |
| 3. Oktober  | Jenny Lutzer                        | österreichische Sopranistin                                                     | 61    |       |
| 3. Oktober  | Ignaz David von Stroynowski         | österreichischer Richter                                                        |       |       |
| 3. Oktober  | Therese Tietjens                    | deutsche Opernsängerin (Sopran) und Gesangspädagogin                            | 46    |       |
| 4. Oktober  | Eduard Devrient                     | deutscher Schauspieler, Sänger und Theaterleiter                                | 76    |       |
| 5. Oktober  | Friedrich Hartner                   | österreichischer Geodät, Mathematiker und Hochschullehrer                       | 65    |       |
| 5. Oktober  | Constantin Ackermann                | deutscher evangelischer Geistlicher                                             | 78    |       |
| 6. Oktober  | Konrad Albiez                       | deutscher Orgelbauer                                                            | 70    |       |
| 7. Oktober  | Delff Billerbeck                    | deutscher Viehhändler und Politiker, MdHB                                       | 84    |       |
| 7. Oktober  | Friedrich Cloß                      | deutscher Kaufmann, Fabrikant und Großindustrieller                             | 64    |       |
| 7. Oktober  | Johann Carl Schmidtborn             | deutscher Kaufmann, Politiker und Bürgermeister von Saarbrücken                 | 82    |       |
| 7. Oktober  | Georg Schwer                        | deutscher Genre- und Landschaftsmaler der Düsseldorfer Schule                   | 50    |       |
| 8. Oktober  | Georg Otto Carl von Estorff         | Kammerherr, Archäologe und Kunstsammler                                         | 65    |       |
| 8. Oktober  | Alexander Victor Zechmeister        | deutscher Theaterschauspieler und Bühnenschriftsteller                          | 60    |       |
| 10. Oktober | Johann Georg Baiter                 | Schweizer Philologe und Textkritiker                                            | 76    |       |
| 10. Oktober | Clemens Lauteren                    | Unternehmer und Landtagsabgeordneter Großherzogtum Hessen                       | 90    |       |
| 10. Oktober | George Sweeny                       | US-amerikanischer Politiker                                                     | 81    |       |
| 10. Oktober | Joseph Ernst Tunner                 | österreichischer Historien- und Porträtmaler                                    | 85    |       |
| 10. Oktober | Peter Wieselgren                    | schwedischer lutherischer Theologe und Literaturhistoriker                      | 77    |       |
| 11. Oktober | Léon Prévost                        | französischer Komponist                                                         | 45    |       |
| 12. Oktober | Hans von Oppersdorff                | Erbherr, MdR                                                                    | 45    |       |
| 12. Oktober | Christian Friedrich Tiede           | deutscher Uhrmacher und Chronometerbauer                                        | 83    |       |
| 13. Oktober | Carl Ludwig Forster                 | deutscher Kattunfabrikant                                                       | 89    |       |
| 13. Oktober | Anton Ossipowitsch Muchlinski       | russischer Orientalist und Turkologe                                            |       |       |
| 13. Oktober | Mathilde Ramm                       | deutsche Theaterschauspielerin                                                  | 21    |       |
| 14. Oktober | Antoine Elwart                      | französischer Komponist, Musikpädagoge und -wissenschaftler                     | 68    |       |
| 14. Oktober | Joseph Kutzen                       | Historiker, Geograph, Philologe, Pädagoge und Politiker                         | 77    |       |
| 14. Oktober | Daniel Polsley                      | US-amerikanischer Politiker                                                     | 73    |       |
| 15. Oktober | Amalie Baader                       | deutsche Schriftstellerin und Vereinsgründerin                                  | 71    |       |
| 15. Oktober | Augustin-Théodore de Lauzanne       | französischer Bühnenautor und Vaudevillist                                      | 71    |       |
| 15. Oktober | Carl Ludwig Daniel Meister          | Hamburger Kaufmann und Abgeordneter                                             | 77    |       |
| 16. Oktober | Théodore Barrière                   | französischer Dramatiker                                                        |       |       |
| 16. Oktober | Bernhard Breuer                     | deutscher Cellist, Komponist und Musikalienhändler                              | 68    |       |
| 16. Oktober | Friedrich Heimsoeth                 | deutscher klassischer Philologe, Kunsthistoriker, Sammler, Musikwissenschaftler | 63    |       |
| 16. Oktober | Johannes Zwijsen                    | Erzbischof von Utrecht                                                          | 83    |       |
| 17. Oktober | Johann Carl Fuhlrott                | deutscher Naturforscher                                                         | 73    |       |
| 17. Oktober | Johann Kaspar Mörikofer             | Schweizer evangelisch-reformierter Geistlicher und Gelehrter                    | 78    |       |
| 17. Oktober | Charles Toussaint                   | französischer Sprachlehrer                                                      | 63    |       |
| 18. Oktober | Karoline Bauer                      | deutsche Schauspielerin der Biedermeierzeit                                     | 70    |       |
| 18. Oktober | Annibale Capalti                    | Kardinal der katholischen Kirche                                                | 66    |       |
| 18. Oktober | Adolf Christ                        | Schweizer Politiker                                                             | 70    |       |
| 19. Oktober | John Winthrop Chanler               | US-amerikanischer Jurist und Politiker                                          | 51    |       |
| 21. Oktober | Louisa Siefert                      | französische Lyrikerin                                                          | 32    |       |
| 22. Oktober | Wenzel von Linhart                  | deutsch-österreichischer Mediziner                                              | 56    |       |
| 23. Oktober | Johann Jakob Leitzmann              | deutscher Numismatiker                                                          | 79    |       |
| 23. Oktober | Alexandru Papiu-Ilarian             | rumänisch-siebenbürgischer Politiker und Jurist                                 | 50    |       |
| 24. Oktober | Johann Ludwig Mosle                 | oldenburgischer Offizier, Diplomat und Minister                                 | 83    |       |
| 24. Oktober | Sobieski Ross                       | US-amerikanischer Politiker                                                     | 49    |       |
| 24. Oktober | Gregor von Scherr                   | deutscher Benediktinerabt und Erzbischof von München und Freising               | 73    |       |
| 25. Oktober | Pierre Armand Dufau                 | französischer Publizist und Volkswirt                                           |       |       |
| 25. Oktober | Ernst Rauch                         | deutscher Kupferstecher, Stahlstecher und Zeichner                              | 80    |       |
| 26. Oktober | Michael Arnold                      | deutscher Bildhauer, Maler und Grafiker                                         | 53    |       |
| 26. Oktober | Carl Ferdinand Becker               | deutscher Organist und Musikschriftsteller                                      | 73    |       |
| 26. Oktober | Ferdinand von Maliszewski           | preußischer General der Infanterie                                              | 87    |       |
| 26. Oktober | Ludwig Sander                       | deutscher Unternehmer                                                           | 87    |       |
| 27. Oktober | Robert Kayser                       | deutscher Kaufmann, Bankier und Politiker, MdHB                                 | 72    |       |
| 27. Oktober | Francis Trevithick                  | britischer Ingenieur                                                            |       |       |
| 28. Oktober | Johann von Herbeck                  | österreichischer Dirigent und Komponist                                         | 45    |       |
| 28. Oktober | Julia Kavanagh                      | britische Schriftstellerin                                                      | 53    |       |
| 28. Oktober | Julius Rühlmann                     | deutscher Musiker                                                               | 61    |       |
| 28. Oktober | Robert Swinhoe                      | britischer Naturforscher, Ornithologe und Zoologe                               | 41    |       |
| 28. Oktober | Heinrich Erdmann August von Thielau | sächsischer Politiker und Reichstagsabgeordneter                                | 79    |       |
| 29. Oktober | Kaspar Braun                        | deutscher Maler, Zeichner und Verleger                                          | 70    |       |
| 29. Oktober | Nathan Bedford Forrest              | General des Heeres der Konföderierten Staaten von Amerika                       | 56    |       |
| 29. Oktober | Louis Friedrich Sachse              | deutscher Lithograf, Verleger und Kunsthändler                                  | 79    |       |
| 31. Oktober | Wilhelm Woldeck von Arneburg        | preußischer Verwaltungsjurist                                                   | 39    |       |
| 31. Oktober | Vinzenz Deutschmann                 | österreichischer Orgelbauer                                                     | 70    |       |
| 31. Oktober | Josef Loyp                          | österreichischer Orgelbauer                                                     | 76    |       |
| 31. Oktober | Carl Metz                           | deutscher Unternehmer                                                           | 59    |       |

## November
| Tag          | Name                              | Beruf, bekannt als                                                                                  | Alter | Beleg |
| ------------ | --------------------------------- | --------------------------------------------------------------------------------------------------- | ----- | ----- |
| 1. November  | Rudolf Gaupmann                   | österreichischer Maler des Biedermeier                                                              | 62    |       |
| 1. November  | Oliver Hazard Perry Throck Morton | US-amerikanischer Politiker                                                                         | 54    |       |
| 1. November  | Adolf von Tschabuschnig           | österreichischer Minister, Parlamentarier, Jurist und Schriftsteller                                | 68    |       |
| 1. November  | Friedrich von Wrangel             | preußischer Generalfeldmarschall                                                                    | 93    |       |
| 2. November  | Tomás el Nitri                    | spanischer Flamenco-Sänger                                                                          | 38    |       |
| 2. November  | Friedrich Ludwig Sieffert         | deutscher evangelischer Theologe                                                                    | 74    |       |
| 3. November  | Luigi Settembrini                 | italienischer Schriftsteller und Politiker                                                          | 64    |       |
| 3. November  | Florenz Friedrich Sigismund       | deutscher Jurist und Dichter                                                                        | 86    |       |
| 4. November  | Edmund Becker                     | Bankier, Kammerfunktionär und Politiker                                                             | 68    |       |
| 4. November  | Joseph Heine                      | Mediziner und Regierungs- und Medizinalrat in der Pfalz                                             | 73    |       |
| 4. November  | Juhan Weitzenberg                 | estnischer Dichter                                                                                  | 39    |       |
| 5. November  | Gustave Brion                     | französischer Maler                                                                                 | 53    |       |
| 5. November  | Philipp Carl von Canstein         | preußischer Offizier, zuletzt General der Infanterie                                                | 73    |       |
| 6. November  | Alexandre Glais-Bizoin            | französischer Politiker                                                                             | 77    |       |
| 6. November  | Georg Jennerwein                  | bayerischer Wilderer                                                                                |       |       |
| 7. November  | Martin Ritter von Kink            | österreichischer Bautechniker                                                                       | 76    |       |
| 7. November  | Karel Sabina                      | tschechischer radikaler Demokrat, Publizist, Schriftsteller und Literaturkritiker                   | 63    |       |
| 8. November  | Amalie Auguste von Bayern         | Königin von Sachsen                                                                                 | 75    |       |
| 8. November  | Karol Beyer                       | polnischer Fotograf                                                                                 | 59    |       |
| 9. November  | György Károlyi                    | ungarischer Politiker, Obergespan und Hofbeamter                                                    | 75    |       |
| 9. November  | Phillipp Würzburger               | deutscher Unternehmer und Politiker                                                                 | 65    |       |
| 10. November | Clemens Brockhaus                 | deutscher lutherischer Theologe                                                                     | 40    |       |
| 10. November | Thomas Ara Spence                 | US-amerikanischer Politiker                                                                         | 67    |       |
| 12. November | Johannes Keller                   | Schweizer Mediziner und Politiker                                                                   | 74    |       |
| 12. November | Rutger B. Miller                  | US-amerikanischer Jurist und Politiker                                                              | 72    |       |
| 12. November | Georg Theodor Valentiner          | deutscher Badearzt                                                                                  | 57    |       |
| 15. November | Pierre Lanfrey                    | französischer Politiker und Historiker                                                              | 49    |       |
| 16. November | Johann von Kunst                  | bayerischer Generalleutnant, Stadtkommandant von München und Präsident des Generalauditoriats       | 98    |       |
| 16. November | Karl Ludwig von Littrow           | österreichischer Astronom                                                                           | 66    |       |
| 16. November | Christian Gottlieb Weidauer       | Ortsrichter im Erzgebirge                                                                           | 85    |       |
| 17. November | Leopold von Ledebur               | deutscher Historiker, Heraldiker, Adelsforscher                                                     | 78    |       |
| 18. November | Friedrich Eibner                  | deutscher Maler                                                                                     | 52    |       |
| 18. November | Wyman Spooner                     | US-amerikanischer Politiker                                                                         | 82    |       |
| 19. November | George Grennell                   | US-amerikanischer Politiker                                                                         | 90    |       |
| 20. November | Albert Heydemann                  | deutscher Klassischer Philologe und Gymnasialdirektor                                               | 69    |       |
| 20. November | Theodor Friedrich Knyn            | deutscher Jurist                                                                                    | 76    |       |
| 21. November | Cyrus L. Dunham                   | US-amerikanischer Politiker                                                                         | 60    |       |
| 21. November | John V. L. Pruyn                  | US-amerikanischer Jurist und Politiker                                                              | 66    |       |
| 22. November | Heinrich Funk                     | deutscher Landschaftsmaler                                                                          | 69    |       |
| 22. November | Peter Ludwig Kühnen               | deutscher Landschaftsmaler der Romantik                                                             | 65    |       |
| 22. November | Adolf Torstrik                    | deutscher Klassischer Philologe und Gymnasiallehrer                                                 | 56    |       |
| 23. November | Jan van der Kaa                   | holländischer Maler und Lithograph                                                                  | 64    |       |
| 23. November | Gorham Parks                      | US-amerikanischer Politiker                                                                         | 83    |       |
| 24. November | Moses Hicks Grinnell              | US-amerikanischer Politiker                                                                         | 74    |       |
| 24. November | Carl von Seebach                  | deutscher Kommunalpolitiker                                                                         | ≈68   |       |
| 25. November | Abigail May Alcott                | US-amerikanische Sozialarbeiterin; Ehefrau von Amos Bronson Alcott und Mutter von Louisa May Alcott | 77    |       |
| 26. November | Ulrich Halbreiter                 | deutscher Maler und Silberarbeiter                                                                  | 65    |       |
| 26. November | Richard Lucae                     | deutscher Architekt, Direktor der Berliner Bauakademie                                              | 48    |       |
| 27. November | Lucjan Siemieński                 | polnischer Schriftsteller                                                                           | 70    |       |
| 28. November | Luise Büchner                     | deutsche Frauenrechtlerin und Schriftstellerin                                                      | 56    |       |
| 28. November | François Diday                    | Schweizer Maler                                                                                     | 75    |       |
| 29. November | Richard von Khevenhüller-Metsch   | 5. Reichsfürst von Khevenhüller-Metsch sowie kaiserlicher und königlicher Geheimer Rat              | 64    |       |
| 29. November | Ioan Olteanu                      | rumänischer Priester, Bischof von Großwardein, Bischof von Lugoj                                    | 37    |       |

## Dezember
| Tag          | Name                               | Beruf, bekannt als                                                                                 | Alter | Beleg |
| ------------ | ---------------------------------- | -------------------------------------------------------------------------------------------------- | ----- | ----- |
| 2. Dezember  | Moritz von Bethmann                | deutscher Bankier                                                                                  | 66    |       |
| 3. Dezember  | Alexandre-François Debain          | französischer Instrumentenbauer                                                                    | 68    |       |
| 4. Dezember  | Franz Barth                        | deutscher Jurist und Politiker                                                                     | 75    |       |
| 4. Dezember  | Johann Jakob Sturz                 | deutscher Bergbauingenieur                                                                         | 76    |       |
| 5. Dezember  | John H. Burleigh                   | US-amerikanischer Politiker                                                                        | 55    |       |
| 6. Dezember  | Theodor Creizenach                 | deutscher Lehrer, Dichter und Literaturhistoriker                                                  | 59    |       |
| 7. Dezember  | Benjamin Huger                     | Generalmajor im konföderierten Heer                                                                | 72    |       |
| 7. Dezember  | Émile Lambinet                     | französischer Landschaftsmaler                                                                     | 62    |       |
| 8. Dezember  | Franz Fraas                        | Stadtschultheiß der Stadt Weinsberg, Mitglied dreier außerordentlicher württembergischer Landtage  | 75    |       |
| 8. Dezember  | Joseph Menges                      | deutscher Gutsbesitzer, Mitglied der Zweiten Kammer des Landtags des Großherzogtums Hessen         | 55    |       |
| 9. Dezember  | Adolphus Lotze                     | deutscher Ofenbauer                                                                                | 65    |       |
| 10. Dezember | Federico Ricci                     | italienischer Komponist                                                                            | 68    |       |
| 11. Dezember | Johann Conrad Neher                | Schweizer Industrieller                                                                            | 59    |       |
| 12. Dezember | José de Alencar                    | brasilianischer Schriftsteller                                                                     | 48    |       |
| 12. Dezember | Eugen von Burgsdorff               | brandenburgischer Rittergutsbesitzer und Parlamentarier                                            | 36    |       |
| 12. Dezember | Robert von der Heydt               | preußischer Beamter, Landrat und Bezirkspräsident in Colmar, Bezirk Oberelsaß                      | 40    |       |
| 13. Dezember | James Elton                        | englischer Afrikareisender und Reiseschriftsteller                                                 | 37    |       |
| 14. Dezember | Johann Michael Franz Birnbaum      | deutscher Rechtsgelehrter und Dramatiker                                                           | 85    |       |
| 15. Dezember | Heinrich Gustav Friedrich von Hake | königlich-sächsischer Generalleutnant und Gouverneur von Dresden                                   | 80    |       |
| 15. Dezember | Ernst Hoffmann                     | deutscher Anatom und Hochschullehrer                                                               | 50    |       |
| 16. Dezember | Johann Anton Casparis der Ältere   | Schweizer Jurist und Politiker                                                                     | 69    |       |
| 17. Dezember | Warren Akin senior                 | US-amerikanischer Jurist und Politiker                                                             | 66    |       |
| 17. Dezember | Louis d’Aurelle de Paladines       | französischer General                                                                              | 73    |       |
| 17. Dezember | Edgard Boutaric                    | französischer Historiker                                                                           | 48    |       |
| 17. Dezember | John F. Driggs                     | US-amerikanischer Politiker                                                                        | 64    |       |
| 17. Dezember | Lucien Jottrand                    | belgischer Journalist und Politiker                                                                | 73    |       |
| 17. Dezember | Jules Frederik Jürgensen           | dänisch-schweizerischer Uhrmacher                                                                  | 69    |       |
| 18. Dezember | Charles Clark                      | Gouverneur von Mississippi und General der Konföderierten Staaten im Amerikanischen Bürgerkrieg    | 66    |       |
| 18. Dezember | Baruch Isaak Lipschütz             | deutscher Rabbiner und der dritte Landesrabbiner von Mecklenburg-Schwerin                          | 65    |       |
| 18. Dezember | Friedrich August Wilhelm Niemeyer  | Geheimrat, Träger des Guelphen-Ordens                                                              | 76    |       |
| 18. Dezember | Philipp Veit                       | deutscher Maler                                                                                    | 84    |       |
| 19. Dezember | Heinrich Daniel Rühmkorff          | deutscher Mechaniker und Instrumentenbauer                                                         | 74    |       |
| 20. Dezember | Johann von Hofmann                 | deutscher evangelisch-lutherischer Theologe                                                        | 66    |       |
| 20. Dezember | Johann Gottlieb Langner            | schlesischer Unternehmer                                                                           | 63    |       |
| 20. Dezember | Bernhard Schäffer                  | deutscher Erfinder                                                                                 | 54    |       |
| 22. Dezember | Georg Friedrich Dürk               | französischer Soldat deutscher Herkunft, Ritter der Ehrenlegion                                    | 89    |       |
| 22. Dezember | Heinrich Carl Ludwig Scharff       | deutscher lutherischer Geistlicher und Parlamentarier                                              | 74    |       |
| 23. Dezember | Friedrich Wilhelm Eduard Herkt     | preußischer Generalleutnant                                                                        | 72    |       |
| 23. Dezember | Thomas Wright                      | englischer Altertumsforscher und Schriftsteller                                                    | 67    |       |
| 23. Dezember | Albert Zeller                      | deutscher Mediziner                                                                                | 73    |       |
| 24. Dezember | Moritz von Grünewaldt              | russischer General der Kavallerie und Mitglied des russischen Staatsrats                           | 80    |       |
| 24. Dezember | Samuel Friedrich Schumann          | deutscher Jurist, Bürgermeister von Danzig                                                         | 82    |       |
| 24. Dezember | Wilhelm Schweidler                 | österreichischer Jurist und Politiker, Mitglied der Frankfurter Nationalversammlung                | 72    |       |
| 25. Dezember | Johann Rudolf Brosi                | Schweizer Politiker und Richter                                                                    | 76    |       |
| 25. Dezember | Charles Dayan                      | US-amerikanischer Rechtsanwalt und Politiker                                                       | 85    |       |
| 26. Dezember | Aristide Boucicaut                 | französischer Einzelhandelsunternehmer                                                             | 67    |       |
| 26. Dezember | Samuel T. Day                      | US-amerikanischer Politiker                                                                        |       |       |
| 26. Dezember | Georg Ludwig von Kreß              | Kupferstecher, Maler und Galvanoplastiker                                                          |       |       |
| 28. Dezember | George Wythe McCook                | US-amerikanischer Jurist, Offizier und Politiker                                                   | 56    |       |
| 29. Dezember | Heinrich Boller                    | Schweizer Industrieller und Politiker                                                              | 56    |       |
| 29. Dezember | Friedrich Louis Simon              | deutscher Architekt, preußischer Baubeamter und Schüler von Karl Friedrich Schinkel                | 77    |       |
| 29. Dezember | Angelica Van Buren                 | US-amerikanische First Lady                                                                        | 59    |       |
| 30. Dezember | Franz Hausmann                     | deutscher Jurist und Politiker (DFP), MdR                                                          | 59    |       |
| 30. Dezember | William Keil                       | Gründer einer religiösen Gemeinschaft in Bethel im US-Bundesstaat Missouri und in Aurora in Oregon | 65    |       |
| 30. Dezember | Giuseppe Mengoni                   | italienischer Ingenieur und Architekt des Historismus                                              | 48    |       |
| 30. Dezember | William S. Moore                   | US-amerikanischer Politiker                                                                        | 55    |       |
| 30. Dezember | Dimitrios Voulgaris                | griechischer Politiker und Ministerpräsident                                                       | 75    |       |
| 30. Dezember | Aleksander Wielopolski             | Führer der Regierung Kongresspolens                                                                | 74    |       |
| 31. Dezember | Gustave Courbet                    | französischer Maler des Realismus                                                                  | 58    |       |
| 31. Dezember | Alberto Mazzucato                  | italienischer Komponist und Musikpädagoge                                                          | 64    |       |
| Dezember     | Friedrich Rose                     | Universitätsrat und letzter Universitätsrichter der Georg-August-Universität Göttingen             | 60    |       |

## Datum unbekannt
| Tag | Name                       | Beruf, bekannt als                                                          | Alter | Beleg |
| --- | -------------------------- | --------------------------------------------------------------------------- | ----- | ----- |
|     | Henry Adams                | englischer Malakologe                                                       |       |       |
|     | Mathilde Ahrends           | deutsche Theaterschauspielerin                                              |       |       |
|     | Desiderius Beck            | deutscher Mediziner und königlich bayerischer Gerichtsarzt                  |       |       |
|     | Samuel Orchard Beeton      | englischer Verleger und Herausgeber                                         |       |       |
|     | François Alphonse Belin    | französischer Orientalist                                                   |       |       |
|     | Adolphe Braun              | französischer Textildesigner und Fotograf                                   |       |       |
|     | Carl Donath                | deutscher Gutsbesitzer und Politiker (DFP), MdR                             |       |       |
|     | Leonhard Heyl              | deutscher Unternehmer und Politiker                                         |       |       |
|     | Kalulu                     | afrikanischer Diener und Adoptivsohn von Henry Morton Stanley               |       |       |
|     | Kyrillos II.               | Patriarch der Orthodoxen Kirche von Jerusalem                               |       |       |
|     | Ludwig von Lockstedt       | deutscher Verwaltungsbeamter und Rittergutsbesitzer                         |       |       |
|     | Harriet Low                | US-amerikanische Autorin                                                    |       |       |
|     | Carl Lucius                | deutscher Politiker (Zentrum), MdR                                          |       |       |
|     | Ulysse de Marsillac        | französisch-rumänischer Journalist und Romanist                             |       |       |
|     | Christian Wilhelm Posselt  | deutscher Mediziner                                                         |       |       |
|     | Christian Rose             | deutscher Brauer, Gastwirt und Abgeordneter                                 |       |       |
|     | Waldemar Schultze          | deutscher Verwaltungsbeamter                                                |       |       |
|     | Andreas Schwarzenberger    | Baumeister in Passau                                                        |       |       |
|     | Douglas Alexander Spalding | britischer Verhaltensforscher                                               |       |       |
|     | Johann Jakob Tanner        | Schweizer Zeichner und Aquatinta-Stecher                                    |       |       |
|     | John Studebaker            | US-amerikanischer Unternehmer                                               |       |       |
|     | Russell Trall              | US-amerikanischer Alternativmediziner, Vegetarier, Hydrotherapeut und Autor |       |       |
|     | Otto Tellemann             | deutscher Verwaltungsbeamter                                                |       |       |
|     | Heinrich Veith             | deutscher Jurist und Bergrechtler                                           |       |       |
|     | Donaciano Vigil            | Territorialgouverneur von New Mexico                                        |       |       |
|     | Ludwig Weidlich            | deutscher Verwaltungsbeamter                                                |       |       |
|     | Friedrich Weinhagen        | deutscher Jurist und Politiker                                              | ≈73   |       |
|     | Otto Wolff                 | deutscher evangelischer Theologe                                            |       |       |